# Бернаткі (Познанський повіт)
Бернаткі (пол. Biernatki, нім. Urnenfelde) — село в Польщі, у гміні Курник Познанського повіту Великопольського воєводства.
Населення — 456 осіб (2011).
У 1975—1998 роках село належало до Познанського воєводства.

## Демографія
Демографічна структура станом на 31 березня 2011 року:
|          | Загалом | Допрацездатний вік | Працездатний вік | Постпрацездатний вік |
| -------- | ------- | ------------------ | ---------------- | -------------------- |
| Чоловіки | 238     | 54                 | 167              | 17                   |
| Жінки    | 218     | 41                 | 137              | 40                   |
| Разом    | 456     | 95                 | 304              | 57                   |